# Velloso
Wagner Fernando Velloso, ou simplesmente Velloso (Araras, 22 de setembro de 1968), é um ex-goleiro e ex-treinador de futebol. Atualmente, é comentarista esportivo dos programas Os Donos da Bola e Baita Amigos, do Grupo Bandeirantes.
É ídolo e um dos maiores goleiros da história do Atlético Mineiro e do Palmeiras. Além disso, é empresário, proprietário de um complexo de quadras de futsal em sua cidade natal.
É primo do ex-atacante Sorato.

## Carreira

### Jogador
Revelado nas categorias do base, Velloso estreou no Palmeiras com apenas 21 anos, quando ganhou a condição de titular, em 1989. O titular Zetti havia fraturado a perna e Ivan, seu reserva imediato, a mão. Sobrou para Velloso, que apareceu para a torcida pela primeira vez num amistoso com o Flamengo, no Pacaembu. Ele foi tão bem que arrancou elogios até mesmo de Zico.
Foi titular do Palmeiras entre 1994 e 1999. É o quarto goleiro que mais jogos disputou pelo clube, 458, superado apenas por Leão, Marcos (o qual começou como reserva do próprio Velloso) e Valdir Joaquim de Moraes.
O goleiro chegou a deixar o clube em 1992. Ficou um tempo parado e depois jogou pelo União São João. Em 1993, também por empréstimo, defendeu o Santos, onde foi titular em todas as partidas do Campeonato Brasileiro daquele ano. Pelo Peixe, o goleiro fez 31 jogos.
Fez parte da campanha histórica do Palmeiras na conquista do título paulista de 1996, naquele que foi eternizado como o "time dos 100 gols".
Em 1999, no início daquela temporada, Velloso havia se machucado no Palmeiras, abrindo o caminho para Marcos se firmar como titular, e então foi contratado pelo Atlético Mineiro.
No dia 1º de setembro de 2016, no programa Os Donos da Bola, Velloso revelou que em 2001 recebeu proposta oficial do Corinthians, maior rival do seu time do coração, Palmeiras e, por razões óbvias o goleiro decidiu não aceitar a oferta corintiana, disse também que até hoje tem em sua casa os papéis da proposta do Corinthians.
Velloso foi o responsável por comandar a defesa do clube mineiro entre 1999 e 2004, quando deixou o Atlético após lesões em um dos ombros e assinou com o Atlético Sorocaba, antes de se aposentar. Disputou 231 jogos pelo time mineiro em cinco anos. No Atlético, Velloso ficou atrás apenas dos ídolos João Leite, Kafunga e Victor.

#### Seleção Brasileira
Jogou uma partida pela Seleção Brasileira — derrota para a Espanha por 3x0, em 1990 —, na estreia do lateral-direito Cafu pela equipe nacional.

### Treinador
Após o encerramento de sua carreira, em maio de 2006 Velloso atuou como auxiliar técnico de Pintado no Rio Branco de Americana.
Depois, tornou-se técnico de futebol, e após passagem pelo América de Rio Preto no início de 2008, em maio do mesmo ano foi anunciado como novo técnico do Grêmio Catanduvense para a disputa da Copa Federação Paulista de Futebol.
Em 2009, assumiu o comando da Catanduvense para a disputa da Série A2 do Paulista, mas deixou o cargo no início de fevereiro. Em março de 2009 chegou ao Paraná Clube, com o objetivo de evitar o rebaixamento da equipe no Campeonato Paranaense. Logo em sua estreia vence o clássico Paratiba. O treinador obteve cinco vitórias, três empates e cinco derrotas, em um total de 13 partidas. Em maio do mesmo ano, Velloso é demitido, deixando o clube nas mãos do também ex-goleiro Zetti.
Em 15 de dezembro de 2011, Velloso assumiu o comando do CENE.

### Comentarista Esportivo
No ano de 2012, lançou sua candidatura a vereador em Araras, mas não foi eleito, contabilizando 211 votos.
Em 2023, foi comentarista dos jogos do Palmeiras no Paulistão 2023 pela TNT Sports.

## Títulos

### Como jogador
Palmeiras
- Campeonato Paulista: 1993[8] 1994[9] e 1996[10]
- Campeonato Brasileiro: 1994
- Copa do Brasil: 1998
- Copa Mercosul: 1998
- Copa Libertadores: 1999

Atlético Mineiro
- Campeonato Mineiro: 2000

#### Outras conquistas
Palmeiras
- Troféu Oviedo: 1989
- Copa Euro-América: 1991 e 1996
- Taça Jihan: 1996
- Taça Xangai: 1996
- Taça Pequim: 1996
- Taça Governador de Goiás: 1997
- II Taça da Amizade: 1997
- Troféu Naranja: 1997

## Prêmios Individuais
- Melhor goleiro do Campeonato Brasileiro: 1994
- Melhor goleiro do Campeonato Paulista pelo Diário Popular: 1995 e 1996
- Goleiro menos vazado do Campeonato Paulista: 1996
- Melhor goleiro da Copa do Brasil: 1998
- Troféu Guará de melhor goleiro do ano em Minas Gerais: 1999, 2000, 2001 e 2003
- Troféu Telê Santana de melhor goleiro de Minas Gerais: 2003

## Aparições em videogames
- FIFA 99 (Palmeiras)
- FIFA Soccer 2002 (Seleção Brasileira)
- World Tour Soccer 2003 (Atlético Mineiro)